# Hotel Savoy (romanzo)
Hotel Savoy è un romanzo di Joseph Roth, uscito dal 9 febbraio al 16 marzo 1924 a puntate sul "Frankfurter Zeitung". Ambientato nell'Hotel Savoy della città di Lodz nel primo dopoguerra. Quest'ultima, già appartenente all'Impero austro-ungarico, è adesso passata alla Polonia. Rimangono ancora frammenti del vecchio passato, incarnati da una pletora di reduci, ballerine e altri curiosi personaggi, portavoce di un mondo ormai irreversibilmente scomparso.

## Edizioni
Joseph Roth, Romanzi brevi: La tela di ragno - Hotel Savoy - La ribellione - Il peso falso, Milano, Adelphi, 1983, ISBN 88-459-0558-6.